# Bernie Ford
Bernie Ford (eigentlich Bernard William Ford; * 3. August 1952 in Woking) ist ein ehemaliger britischer Langstreckenläufer.
Bei den Crosslauf-Weltmeisterschaften 1973 in Waregem kam er für England startend auf den  86. Platz.
1974 wurde er bei den Crosslauf-WM in Monza Elfter und gewann mit dem englischen Team Silber. Bei den Leichtathletik-Europameisterschaften in Rom wurde er Zehnter über 10.000 m. Bei den Crosslauf-WM 1975 in Rabat belegte er Platz 37 und  holte mit der englischen Mannschaft erneut Silber.
1976 gewann er bei den Crosslauf-WM in Chepstow Bronze und siegte mit der englischen Mannschaft. Bei den Olympischen Spielen in Montreal wurde er über  10.000 m Achter.
Bei den Crosslauf-WM kam er 1977 in Düsseldorf auf den fünften Platz und gewann Silber in der Mannschaftswertung, 1978 in Glasgow belegte er den 62. Platz, und 1979 in Limerick kam er auf den 22. Platz und siegte mit dem englischen Team. 
Bei seinem Debüt im Marathonlauf wurde er 1979 Zweiter der Englischen Meisterschaften in 2:14:15 h. Zum Jahresabschluss wurde er Vierter beim Fukuoka-Marathon in 2:10:51 h.
1980 wurde er bei den Crosslauf-WM in Paris Zehnter und verteidigte mit der englischen Mannschaft den Titel. Bei den Olympischen Spielen in Moskau erreichte er im Marathon nicht das Ziel.
Bei den Crosslauf-WM 1981 in Madrid kam er auf den 76. Platz. 1983 siegte er bei Roma – Ostia und 1984 beim Romatona-Marathon in Rom. 1985 gewann er den Fleet-Halbmarathon und wurde Dritter beim Great North Run.
1976 und 1978 wurde er Englischer Meister im Crosslauf.

## Persönliche Bestzeiten
- 3000 m: 7:54,40 min, 23. August 1978, London
- 5000 m: 13:26,0 min, 30. Juli 1977, Gateshead
- 10.000 m: 27:43,74 min, 9. September 1977, London
- Halbmarathon: 1:03:50 h, 24. März 1985, Fleet
- Marathon: 2:10:51 h, 2. Dezember 1979, Fukuoka